# Локтионов, Андрей Вячеславович
Андре́й Вячесла́вович Локтио́нов (род. 30 мая 1990, Воскресенск, Московская область) — российский хоккеист, центральный нападающий клуба СКА. Чемпион мира 2014 года. Обладатель Кубка Стэнли 2012.

## Карьера
Воспитанник хоккейной школы воскресенского «Химика». Затем Локтионов тренировался в системе «Спартака» до подписания контракта с ярославским «Локомотивом». Также долгое время был в составе юниорской сборной России по хоккею. Он был задрафтован в 2008 году клубом «Лос-Анджелес Кингз» под общим 123-м номером.
В сезоне 2010/11 он забросил свою первую шайбу в НХЛ за «Кингз». Это произошло 19 октября 2010 года в матче против «Каролины Харрикейнз» в ворота Джастина Питерса. В сезоне 2011/12 в составе «Лос-Анджелес Кингз» Локтионов выиграл Кубок Стэнли, проведя 39 игр в регулярном чемпионате и две игры в матчах на вылет. По правилам НХЛ имя Локтионова не должно быть выгравировано на Кубке Стэнли, поскольку он провёл недостаточное количество игр, однако его имя было помещено на кубок по просьбе клуба.
6 февраля 2013 года Локтионов перешёл в клуб «Нью-Джерси Девилз» в обмен на выбор в 5-м раунде Драфта НХЛ 2013 года. В этом же году дебютировал за сборную России на чемпионате мира в Финляндии, где в семи матчах смог набрать одно очко и стать лучшим игроком команды по системе «+/-» (+6).
5 марта 2014 года был обменян в «Каролину» на Туомо Рууту. Сыграл 20 игр, набрал 10 (3+7) очков. На чемпионат мира 2014, который проходил в Минске, Локтионов поехал в статусе «игрока без контракта», но, отыграв всего одну смену, получил серьёзную травму плеча и пропустил остаток турнира, но стал чемпионом мира. Полностью восстановившись от травмы в декабре 2014 года, подписал контракт со своим первым клубом — ярославским «Локомотивом» сроком на один год. В сезонах 2015/16 и 2016/17 Локтионов также играл в составе «железнодорожников», в последнем сезоне стал бронзовым призёром.
В 2017 году, по истечении контракта с ярославским клубом, игрок и руководство команды не смогли договориться о новом соглашении, и Локтионов подписал просмотровый контракт со своим первым клубом НХЛ «Лос-Анджелес Кингз». По итогам тренировочного лагеря клуб отказался подписывать с игроком полноценный контракт. 13 ноября 2017 года вернулся в «Локомотив» подписав контракт на один год. 1 мая 2019 года подписал однолетний контракт с магнитогорским «Металлургом». В сезоне 2019/20 провёл 65 матчей, в который набрал 15 (3+12) очков. 30 апреля 2020 года покинул клуб.
1 мая 2020 года перешёл в московский ЦСКА, подписав контракт на два года. 28 мая 2021 года Локтионов был обменян из ЦСКА в «Амур», однако хоккеист отказался подписывать контракт с хабаровским клубом и ему был присвоен статус «конфликт». 25 августа 2021 года в результате обмена пополнил состав московского «Спартака», подписав двухлетний контракт. В сезоне 2021/22 провёл 36 матчей, в которых набрал 19 (10+9) очков. 6 июня 2022 года заключил новый контракт со «Спартаком» на три года. 24 декабря 2023 года в матче против «Куньлунь Ред Стара» (5:2) Локтионов отметился юбилейной 100-й заброшенной шайбой за карьеру в КХЛ. После окончания сезона 2024/25 Локтионов принял решение покинуть «Спартак».
10 июля 2025 подписал контракт с петербургским СКА на два года.

## Статистика
| Легенда | Легенда                    | Легенда | Легенда                   | Легенда | Легенда    |
| ------- | -------------------------- | ------- | ------------------------- | ------- | ---------- |
| И       | Количество проведённых игр | Штр     | Штрафное время            | +/−     | Плюс-минус |
| Г       | Голы                       | П       | Голевые передачи          | О       | Очки       |
| -       | Статистика неизвестна      | —       | Статистика не учитывалась |         |            |

## Достижения
| Год           | Команда             | Достижение                                   | Достижение |
| ------------- | ------------------- | -------------------------------------------- | ---------- |
| Клубные       |                     |                                              |            |
| 2009          | Уинсор Спитфайрз    | Обладатель Кубка Джей Росса Робертсона       |            |
| 2009          | Уинсор Спитфайрз    | Обладатель Мемориального Кубка               |            |
| 2012          | Лос-Анджелес Кингз  | Обладатель Кубка Стэнли                      |            |
| 2017          | Локомотив Ярославль | Бронзовый призёр КХЛ                         |            |
| Международные |                     |                                              |            |
| 2007          | Россия (юниор.)     | Победитель юниорского чемпионата мира        |            |
| 2007          | Россия (юниор.)     | Бронзовый призёр Мемориала Ивана Глинки      |            |
| 2008          | Россия (юниор.)     | Серебряный призёр юниорского чемпионата мира |            |
| 2014          | Россия              | Чемпион мира                                 |            |

| Год  | Команда             | Достижение                    | Достижение |
| ---- | ------------------- | ----------------------------- | ---------- |
| 2019 | Локомотив Ярославль | Участник Матча всех звёзд КХЛ |            |

| Год  | Достижение                       | Достижение |
| ---- | -------------------------------- | ---------- |
| 2014 | Заслуженный мастер спорта России |            |

### Награды
- Орден Почёта (27 мая 2014) — вручён Президентом России Владимиром Путиным за победу в чемпионате мира 2014 года в составе сборной России[25].